# Tecniche del balletto
L'evoluzione e la diffusione del balletto classico ha portato alla nascita di diverse scuole e correnti ciascuna basata su una diversa tecnica del balletto.
Ogni tecnica ha un suo metodo di rappresentazione e di gestione dei passi e delle movenze.
I più importanti tra i numerosi e differenti metodi, ciascuno legato ad una scuola, sono:
- Balletto Americano
  - Metodo Balanchine
- Balletto Danese
  - Bournonville School
- Balletto Inglese
  - Metodo della Royal Academy of Dance
- Balletto Francese
- Balletto Italiano
  - Metodo Cecchetti
- Balletto Russo
  - Metodo Vaganova

Le tecniche possono inoltre rinviare più genericamente alle abilità e alle capacità del singolo ballerino. In generale, un'adeguata tecnica richiede delle buone posizioni (o allineamenti) e delle buone movenze. L'allineamento fa riferimento all'abilità del ballerino di mantenere la testa, le spalle e i fianchi allineati verticalmente. Le movenze si riferiscono alla capacità del ballerino di completare i movimenti con le gambe rivolte verso l'esterno.